# Jorge Flores Ochoa
Jorge Aníbal Flores Ochoa (Cusco, 15 de enero de 1935-Cusco, 20 de agosto de 2020) fue un antropólogo y docente universitario peruano. Fue profesor y rector de la Universidad Nacional San Antonio Abad del Cusco (UNSAAC) y director del Instituto Nacional de Cultura (INC) - filial Cuzco. Fue también regidor por la Municipalidad Provincial del Cusco y participó en la curaduría del Museo Inka en la ciudad de Cuzco. Su estudio etnográfico sobre los pastores de puna en Paratía publicado en 1968 marcó un hito en el estudio de las comunidades de pastores andinos.
Fue profesor visitante en universidades de Japón, Alemania, Suiza, España, Bolivia, Chile, México y Estados Unidos. Participó en eventos académicos en diferentes universidades de América, Europa y Japón.

## Biografía
Nació en el barrio de San Pedro en Cusco el 15 de enero de 1935. Sus estudios escolares los realizó en el Colegio Salesiano del Cuzco. En 1955 ingresó a estudiar en la Universidad Nacional San Antonio Abad del Cusco (UNSAAC) graduándose como Bachiller en Derecho en 1960. Sin embargo, su inquietud por los andes lo llevó a estudiar antropología y junto a un grupo de alumnos gestionó la llegada de docentes extranjeros para la reciente creada carrera de antropología. Obteniendo su bachillerato en 1965, y, posteriormente, en 1967 obtuvo el título de Doctor en Letras y Ciencias Humanas por la misma universidad.
En 1965 inició su labor docente en la Universidad Técnica del Altiplano en Puno (ahora Universidad Nacional del Altiplano) y en 1966 en su alma mater. Gracias a John Murra obtuvo una beca de la Fundación Ford en 1968 para ir a laborar con él en Estados Unidos durante un año en la Universidad de Cornell. En 1975, obtiene una Beca para estudios a nivel posdoctoral, nuevamente, de la Fundación Ford en la Universidad de California en Berkeley.

## Investigación
Como antropólogo se dedicó a estudiar el mundo andino, especialmente la del Departamento del Cuzco. Escribió libros y artículos académicos sobre ecología, cultura material, lengua, religión y arte andino. También registró en sonido la ritualidad y música de las comunidades en Cusco y Arequipa.
Sus primeros estudios se enfocaron a la vida de los pastores de alpacas y llamas en los pueblos de la puna. Dentro de estos trabajos destaca principalmente su estudio etnográfico titulado Los pastores de Paratía: Una introducción a su estudio sobre los pastores de puna en Paratía en la provincia de Lampa en el departamento de Puno publicado en 1968 por el Instituto Indigenista Interamericano en la Ciudad de México. En 1977 editó una compilación de los estudios sobre pastores de esa época titulada Pastores de puna = Uywamichiq punarunakuna publicada por el Instituto de Estudios Peruanos en Lima.
Sus investigaciones respecto al pastoreo muestran la sacralidad de la actividad dentro de la cosmovisión andina. En la publicación académica titulada Enqa, Enqaychu illa y Khuya Rumi: aspectos mágico-religiosos entre pastores (1974) basada en investigaciones etnográficas describe ceremonias en las comunidades entre los 4000 a 4200 m s.n.m. como la haywarisqa (propiciatoria) y la ch'uya (purificación). En este artículo concluye:

Merece ser resaltada la circunstancia de que las alpacas se consideran solamente prestadas y que no han sido dadas en propiedad a la humanidad. Tanto en el departamento del Cuzco como en el de Puno existe esta concepción que es explicada con mucha claridad. Como el ganado ha sido concedido en préstamo, el hombre debe darles toda su protección y cuidado, tratarlos como seres que merecen mucha atención casi como a humanos. No se les debe de pegar ni de maltratar. Curarlas y cuidarlas de los predadores es parte de esta relación que surge de la circunstancia de tener animales solamente prestados que deben de ser bien tratados, porque caso de maltratarlos, las divinidades se enojarían y se las podrían recoger. Hay versiones que indican que la humanidad supervivirá en la medida que duren las alpacas. Cuando comiencen las señales que indicarán el fin del mundo y, aunque no se sabe con certeza cuales serán, una de todos modos es la disminución de los rebaños de alpacas. Si el hombre desea que la humanidad continúe debe de tratar bien a los animales y mientras estén pasteando sin peligro en la puna alta la supervivencia de la humanidad estará asegurada.
Enqa, Enqaychu illa y Khuya Rumi:
 aspectos mágico-religiosos entre pastores
Flores Ochoa (1974: 258)

Flores Ochoa también investigó la ritualidad del agua, el arte y la agricultura de los Andes peruanos y algunas comunidades como los Q'eros.

### Obra seleccionada
Algunas de sus publicaciones son:
- 1968. Los pastores de Paratía; una introduccíon a su estudio,. Ciudad de México: Instituto Indigenista Interamericano.
- 1977. Pastores de puna = Uywamichiq punarunakuna. Lima: Instituto de Estudios Peruanos.
- 1988. Llamichos y paqocheros: pastores de llamas y alpacas. Cuzco: Centro de Estudios Andinos Cuzco-CEAC : Consejo Nacional de Ciencia y Tecnología-CONCYTEC.
- 2007. Cuzco, del mito a la historia. Lima: Banco de Crédito. ISBN 978-9972-837-18-0.

## Reconocimientos
Recibió muchos reconocimientos y diplomas, entre los cuales destacan:
- 1977. Beca Guggenheim (John Simon Guggenheim Memorial Foundation)[15]
- 1988. Medalla de la Ciudad, conferida por el Honorable Concejo Provincial del Cuzco.
- 1991. Diploma conferido por el Parlamento Indígena de América	por "labor positiva en beneficio del conocimiento y desarrollo del mundo andino".
- 1997. Pergamino Boliviano al Mérito Cultural, por el Centro de Investigaciones Etnoarqueológicas y el Servicio de Informaciones Nacionales e Internacionales de la República de Bolivia.
- 1999. Medalla de Honor por el Concejo del Distrito de Huánchac, de la Ciudad del Cuzco.
- 1999. Profesor Honorario de la Universidad Faustino Sánchez Carrión de Cerro de Pasco.
- 2003. Profesor Honorario de la Universidad Nacional Mayor de San Marcos[16]
- 2011. Reconocimiento con la Orden al Mérito por Servicios Distinguidos en el Grado de Gran Cruz, máxima distinción que otorga el Estado Peruano (Gobierno del Perú)[17]
- 2011. Medalla del Centenario de Machu Picchu[18] (Gobierno regional del Cuzco)[19]
- 2013. Reconocimiento de “Personalidad Meritoria de la Cultura[20]” por el Ministerio de Cultura.
- 2018. Reconocimiento con la Medalla del Congreso de la República en mérito a su labor científica y social.
- 2018. Reconocimiento con la Medalla Apu Ausangate Colegio de Antropólogos del Cuzco)[21]